# Girolamo Francesco Cristiani
Pour les articles homonymes, voir Cristiani.

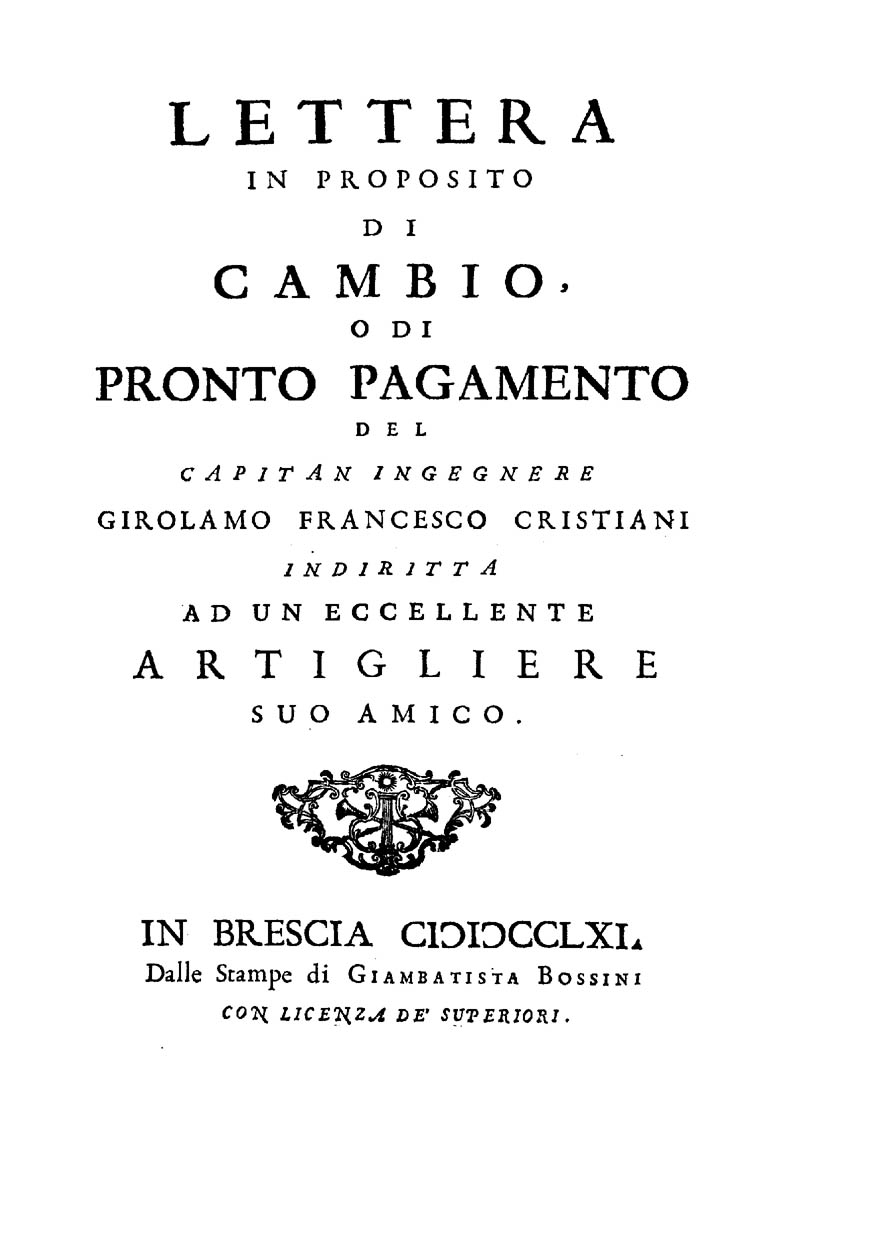
Lettera in proposito di cambio, o di pronto pagamento, page de titre

Girolamo Francesco Cristiani, né le 3 août 1731 à Brescia et mort le 30 décembre 1811 à Vérone, est un ingénieur et économiste italien.
Il a été apprécié par Voltaire et a inspiré d'autres études sur la rivière Brenta.

## Œuvres
- (it) Delle misure d'ogni genere antiche, e moderne, Brescia, Giambattista Bossini, 1760 (lire en ligne)
- (it) Lettera in proposito di cambio, o di pronto pagamento, Brescia, Giambattista Bossini, 1761 (lire en ligne)
- (it) Dissertazione epistolare intorno l'utilita de' modelli nello studio di varie facoltà matematiche, e principalmente dell'architettura militare, Brescia, Giambattista Bossini, 1763 (lire en ligne)
- (it) Della media armonica proporzionale da applicarsi nell'architettura civile, Brescia, Giambattista Bossini, 1767 (lire en ligne)
- (it) Allegazione e tre lettere sopra il riflusso, o rigurgito dell'acque correnti, Brescia, Fratelli Pasini, 1773 (lire en ligne)
- (it) Della inalveazione, e del regolamento del fiume Brenta, Milano, Luigi Veladini, 1795 (lire en ligne)